# AMOS (moździerz)

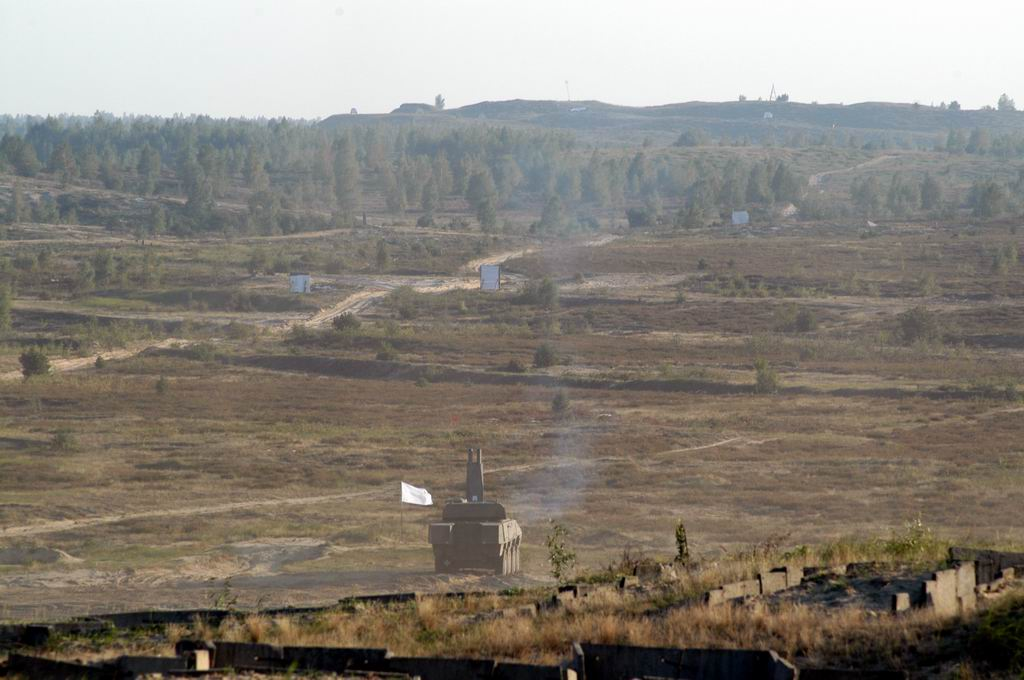
Strzelanie pokazowe z AMOS, Centrum Szkolenia Artylerii i Uzbrojenia im. gen. Józefa Bema, rok 2006

AMOS (Advanced Mortar System) – podwójny samobieżny moździerz kal. 120 mm. Może być umieszczony na różnych podwoziach: kołowych (np. Patria AMV), gąsienicowych (CV90), a nawet niewielkich okrętach (np. Stridsbåt 90H).

## Historia
Program stworzenia samobieżnego, wysokomobilnego i zautomatyzowanego moździerza kal. 120 mm został zapoczątkowany w roku 1996. W tym roku zawiązała się grupa robocza państw nordyckich z dominującym udziałem Finlandii i Szwecji, a program nazwano AMOS (Advanced Mortar System).
Projektowany moździerz miał być dostosowany do specyficznych warunków panujących w Skandynawii, a ponadto odpowiednio dobrze opancerzony i wyposażony w system ochrony ABC. Realizacją projektu zajęło się fińsko-szwedzkie konsorcjum Patria Hagglunds Oy z siedzibą w Tampere. Właścicielami spółki (w stosunku 50:50) są firmy Patria Vammas Oy oraz Hägglunds Vehicle AB.
W roku 1996 przeprowadzono pierwsze testy moździerza AMOS-M ładowanego od wylotu lufy. Natomiast w roku 1997 przeprowadzono testy pierwszego prototypu wieży AMOS-TD z moździerzami ładowanymi od wlotu, w tym samym roku wieżę zintegrowano z podwoziem CV90. W roku 1998 wieżę zintegrowano z podwoziem kołowym XA-185.
W roku 2000 w Finlandii rozpoczęły się próby wojskowe prototypu wieży (z automatycznym układem ładowania) oznaczonego jako PT1 osadzonego na podwoziu pojazdu XA-203. W roku 2002 analogiczne testy przeprowadzono w Szwecji. Próby wojskowe wykazały dużą celność moździerza AMOS – błąd kołowy trafienia wyniósł poniżej 25 m. Jednakże platforma kołowa w układzie 6x6 okazała się nieoptymalna, uznano, że lepszym rozwiązaniem jest podwozie w układzie 8x8.
Opierając się na dobrych wynikach testów w roku 2003 Finlandia zamówiła 24 pojazdy AMOS na podwoziu Partia AMV 8x8 z półautomatycznym systemem ładowania. Latem 2004 roku przeprowadzono pierwsze testy moździerza AMOS osadzonego na doraźnie przystosowanym podwoziu AMV, a w ich wyniku powstał specjalnie dostosowany nośnik.
W 28 marca 2006 roku Fińskim Siłom Zbrojnym dostarczono pierwsze dwa moździerze AMOS. Wariant osadzony na podwoziu AMV przeznaczony dla armii fińskiej oznaczono jako Granatkastarpansarfordon AMOS FIN.
Zainteresowanie moździerzem AMOS wyraziła również Polska, 14 września 2006 roku na poligonie w Toruniu odbyło się pokazowe strzelanie moździerza przeznaczonego dla armii fińskiej (moździerz nr 3).

## Dane techniczno-taktyczne
- Kaliber – 120 mm
- Liczba luf – 2
- Długość lufy – 3000 mm
- Masa wieży – 3600 kg
- Kąt ostrzału w poziomie – nx360°
- Kąt ostrzału w pionie – -3° + 85°
- Zapas amunicji – 50-60 szt
- Szybkostrzelność chwilowa – 16 strz./min.
- Szybkostrzelność ciągła – 10 strz./min.
- Czas oddania pierwszych 3 strzałów – 4–5 sekund
- Donośność maksymalna – 15 000 m
- Tryb MRSI – >10
- Czas osiągnięcia gotowości do strzelania – 30 sek.
- Czas opuszczenia stanowiska ogniowego – 10 sek

Źródło:

## Użytkownicy
- Finlandia (na podwoziu Patria AMV)
- Szwecja (na podwoziu CV90)[7]